# Mohammad Mosaddegh

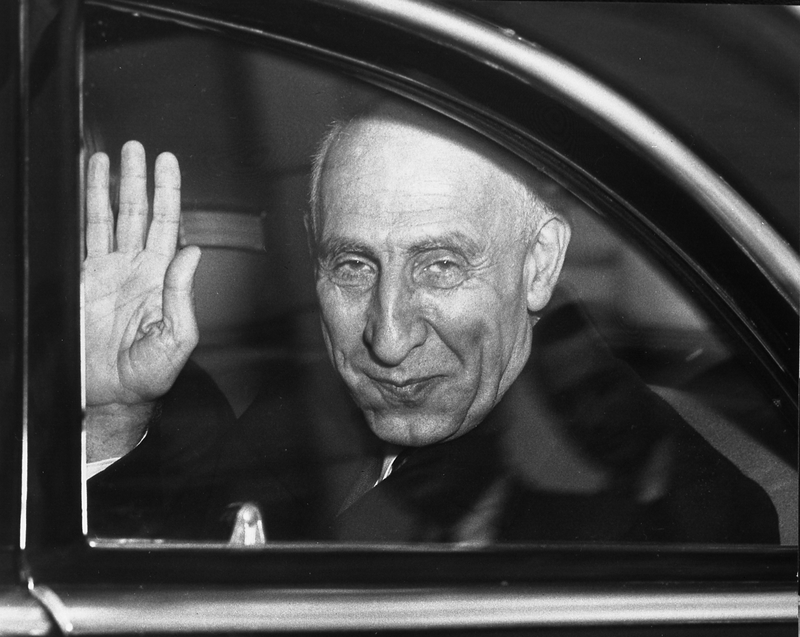

Mohammad Mosaddegh sau Mosaddeq (în persană محمد مصدق‎, n. 16 iunie 1882 – d. 5 martie 1967) a fost prim ministru al Iranului în perioada 1951-1953 când a fost înlăturat de la putere în urma unei lovituri de stat organizată de Statele Unite ale Americii.
În 1951 a fost ales democratic de către parlamentul iranian cu un vot de 79 - 12. După ce a observat că Anglo Iranian Oil Company vindea petrolul în devafoarea țării, a dus o campanie de naționalizare a acestui bun al poporului: petrolul iranian. După o blocadă a Angliei a fost înlăturat în 1953 printr-o lovitură de stat organizată de Statele Unite ale Americii și Marea Britanie prin Operațiunea Ajax.